# معادلات دیفرانسیل با مشتقات جزئی هذلولوی
معادلات دیفرانسیل با مشتقات جزئی هذلولوی (به انگلیسی: Hyperbolic partial differential equation) معادلاتی هستند از درجه دوم كه برای توصیف طیف گسترده ای از پدیده های وابسته به زمان از جمله موج و .. استفاده ميشوند. به صورت زیر
{\displaystyle Au_{xx}+2Bu_{xy}+Cu_{yy}+Du_{x}+Eu_{y}+F=0\!}
با {\displaystyle B^{2}-AC>0}